# Iancu Jianu
Iancu Jianu is een Roemeense gemeente in het district Olt.
Iancu Jianu telt 4596 inwoners.